# Vettor Pisani (incrociatore)
Il Vettor Pisani è stato un incrociatore corazzato della Regia Marina.

## Storia

### I primi anni e la guerra dei Boxers
Costruito tra il 1892 ed il 1899 nei cantieri di Castellammare di Stabia su progetto del generale ispettore del Genio Navale Edoardo Masdea, l'incrociatore ed il gemello Carlo Alberto erano uno sviluppo del precedente Marco Polo. Molto manovriera e dotata di uno scafo con buone caratteristiche marine, la nave aveva il suo punto debole nell'armamento, privo di calibro principale (superiore a 152 mm) e di disposizione non molto idonea. La principale differenza (ma solo inizialmente) tra Carlo Alberto e Vettor Pisani era costituita dalla presenza, su quest'ultimo, dell'albero maestro oltre che di quello di trinchetto.
Appena entrato in servizio, nel 1900, il Vettor Pisani venne mandato in Cina per sbarcare truppe che avrebbero poi partecipato alla repressione della rivolta dei Boxer, per difendere la Legazione Italiana e gli interessi italiani ed europei in Cina. L'incrociatore, con a bordo due compagnie da sbarco, raggiunse la Cina il 20 agosto 1900, insieme agli arieti torpedinieri Elba ed Ettore Fieramosca, ed il giorno stesso sbarcò le truppe, che raggiunsero Pechino, dove le legazioni internazionali si trovavano assediate dai Boxer, il 1º settembre.
Sedata la rivolta, nel 1901 il Pisani venne inviato nella baia di Nimrod, fu in visita in Giappone e Corea e raggiunse Vladivostok, combattendo la pirateria nel Mar della Cina. Il 29 novembre 1901 intraprese la navigazione di ritorno e, dopo una tappa a Massaua, giunse a La Spezia nel 1902.
Sempre nel 1902 il Vettor Pisani venne messo a disposizione di Guglielmo Marconi per esperimenti sulla trasmissione radio: sull'albero maestro dell'incrociatore vennero sistemate delle antenne radio poi utilizzate per le prime sperimentazioni di trasmissione radio a lunga distanza.
Il 15 aprile 1903 l'incrociatore, al comando del capitano di vascello Roberto Calì e con a bordo il contrammiraglio Carlo Mirabello, prese il mare per un nuovo viaggio in Estremo Oriente. Toccò Aden e la Migiurtinia (maggio 1903), Woosung (29 giugno) e quindi costeggiò Cina, Corea e Giappone, giungendo a Ce-Fu in luglio. Qui la nave aveva il compito di allestire una stazione radiotelegrafica per conto della Legazione Italiana, e trasportava il necessario materiale. Costruita sotto la direzione dei tenenti di vascello Grassi e Casano, tale stazione iniziò a trasmettere il 18 ottobre 1903, assicurando il collegamento radio tra la Legazione Italiana (e se necessario anche quelle straniere) a Pechino e le navi italiane stanziate a Ce-Fu. Quattro giorni prima, il 14 ottobre, un marconigramma inviato dal Pisani alla stazione della Legazione a Pechino fu il primo messaggio radio di collegamento tra la capitale cinese e l'Oceano Pacifico. Il 30 aprile 1904 il Pisani, insieme all'ariete torpediniere Piemonte, si avviò sulla rotta di ritorno. La nave arrivò a La Spezia il 13 giugno dello stesso anno, dopo aver fatto tappa a Singapore, Colombo, Perim e Massaua.
Il 29 maggio 1908 il Pisani lasciò Taranto per un viaggio nel bacino orientale del Mediterraneo: prima di fare ritorno nella piazzaforte pugliese (dove giunse il 30 giugno), l'incrociatore fece scalo a Nauplia, Megara, Sira, Suda e Corfù.
Il 22 luglio 1909 la nave fu inviata a Creta e fu stazionaria nel Levante sino al 12 ottobre, quando tornò a Brindisi. Una nuova stazione in Levante si tenne dall'aprile al luglio del 1910, mentre nel 1911 una squadra rappresentativa dell'incrociatore, ormeggiato ad Ancona, disputò (e perse) una partita di calcio contro l'Anconitano-football.

### La guerra italo-turca

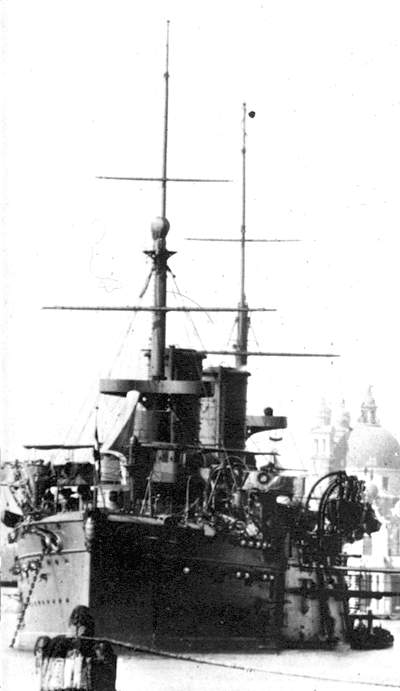
L'incrociatore Vettor Pisani all'ormeggio nella laguna di Venezia nel 1905

Nel 1911-1912 la nave trovò nuovo impiego nelle operazioni della guerra italo-turca, all'inizio della quale era, al comando del capitano di vascello Enrico Millo, l'unità di bandiera dell'ammiraglio Luigi di Savoia Duca degli Abruzzi, e, in quanto tale, nave sede del comando dell'Ispettorato Siluranti.
Dal 29 settembre 1911 all'aprile 1912 il Pisani fu impiegato principalmente in Adriatico, specie nelle acque dell'Albania, mentre tra l'aprile ed il settembre 1912 fu operativo in Egeo e nel Dodecaneso.
Il 18 aprile 1912 il Vettor Pisani, insieme agli incrociatori corazzati Giuseppe Garibaldi, Varese e Francesco Ferruccio, all'incrociatore torpediniere Coatit, ai cacciatorpediniere Nembo e Turbine ed alle torpediniere Climene, Procione, Perseo e Pegaso, partecipò al bombardamento dei forti ottomani di Gum-Galesch e Sed Ul Bahr, sullo stretto dei Dardanelli.
Il 2 maggio 1912 l'incrociatore corazzato lasciò Tobruk con a bordo il Duca degli Abruzzi (comandante della formazione) per scortare, insieme agli incrociatori ausiliari Duca di Genova e Città di Siracusa, alla corazzata Ammiraglio di Saint Bon e ad un gruppo di siluranti, i piroscafi Sannio, Verona, Re Umberto, Valparaiso, Bulgaria, Cavour e Lazio, che avevano a bordo i reparti destinati allo sbarco ed all'occupazione dell'isola di Rodi (reggimenti di fanteria 34º, 43º, 57º e 58º, 4º Reggimento Bersaglieri, Battaglione Alpino Finestrelle, quattro batterie d'artiglieria, un plotone di cavalleggeri del Reggimento Piacenza, una compagnia di zappatori e reparti minori e di supporto), in totale 8.000 uomini. Dopo la partenza il convoglio si divise in due colonne circondate dalle navi di scorta, fruendo inoltre dell'appoggio a distanza di parte della squadra da battaglia italiana: dopo una navigazione senza intoppi, le navi diedero fondo nella baia di Calitea (Rodi) alle due del pomeriggio del 4 maggio. Alle quattro del pomeriggio ebbe inizio lo sbarco delle truppe, terminato in tre ore, poi furono messi a terra animali, artiglierie ed equipaggiamenti. La guarnigione turca si ritirò all'interno dell'isola, dove venne poi definitivamente costretta alla resa entro il 17 del mese.
Alle 4 antimeridiane del 14 luglio dello stesso anno l'incrociatore salpò da Stampalia, insieme ai cacciatorpediniere Nembo e Borea, per fornire appoggio alla formazione di torpediniere (Spica, Climene, Perseo, Astore e Centauro) destinata al forzamento dello stretto dei Dardanelli, che avvenne – ritardato causa il maltempo – quattro giorni più tardi, il 18 luglio.

### La prima guerra mondiale e gli ultimi anni
Alla data dell'ingresso dell'Italia nella prima guerra mondiale il Vettor Pisani aveva base a Brindisi (ma si trovava a Venezia), al comando del capitano di vascello Ruggiero.
Unità ormai obsoleta, la nave prese parte a tre sole operazioni di qualche rilievo. Il 5 giugno 1915 il Pisani bombardò, con altre unità, le installazioni militari di Ragusa, Lissa, Meleda, Gaza e Lagosta.
Il 9 giugno l'unità, insieme all'incrociatore corazzato Giuseppe Garibaldi e sotto la scorta dei cacciatorpediniere Indomito, Intrepido, Irrequieto, Impetuoso, Insidioso, Animoso, Ardito, Ardente, Audace e dell'esploratore Quarto, partecipò al bombardamento dei fari di Capo Rodoni e San Giovanni di Medua. Le unità fruivano inoltre dell'appoggio degli incrociatori corazzati Francesco Ferruccio e Varese, dell'esploratore Nino Bixio e del cacciatorpediniere Francesco Nullo.
Il 17 luglio 1915 il Vettor Pisani, inquadrato nella V Divisione Navale insieme ai più recenti incrociatori corazzati Giuseppe Garibaldi, Francesco Ferruccio e Varese, lasciò la base unitamente alle tre suddette unità, ai cacciatorpediniere Ardente, Ardito e Strale ed alle torpediniere Airone, Astore, Arpia, Alcione, Clio, Calliope, Centauro e Cigno, per bombardare con le proprie artiglierie la ferrovia Ragusa-Cattaro. Una volta giunte al largo dell'obiettivo, le navi aprirono il fuoco alle quattro del mattino, ma venticinque minuti più tardi da bordo del Vettor Pisani, che chiudeva la fila degli incrociatori, venne individuato un sommergibile a poppavia dell'unità: la segnalazione provocò l'immediata interruzione del cannoneggiamento e la decisione di tornare a Brindisi. Era però troppo tardi ed alle 4.40 il Garibaldi venne centrato da un siluro lanciato dal sommergibile austroungarico U 4, inabissandosi in sei minuti con 53 dei suoi uomini, mentre 525 superstiti poterono essere tratti in salvo grazie al pronto accorrere delle altre unità.
Proprio la perdita del Garibaldi, che era stata preceduta da quella di un altro incrociatore corazzato, l'Amalfi, fece decidere di rinunciare all'impiego delle navi maggiori in azioni di scarsa importanza, ma ad alto rischio di attacchi subacquei, come i bombardamenti costieri. In seguito a questa decisione, sostanzialmente, cessò quasi ogni uso di corazzate ed incrociatori corazzati, che trascorsero la quasi totalità della guerra nelle proprie base: questa sorte toccò anche al Vettor Pisani.
Nella metà del 1916 l'incrociatore, dislocato a Valona, venne assegnato insieme a Ferruccio, Varese ed alla corazzata Regina Margherita alla V Divisione del Gruppo «C», destinato alla protezione del porto albanese. Successivamente la nave rimase inattiva nel porto di Taranto.
Poco più di un anno dopo la conclusione della guerra, il 2 gennaio 1920, l'ormai vetusto Pisani venne radiato e quindi venduto per la demolizione, che si svolse a Savona.